# عباس مهردادیان
عباس مهردادیان (زاده ۲۴ آبان ۱۳۱۳ - درگذشته ۱۳۶۷) بازیگر سینمای ایران بود.

## زندگی‌نامه
عباس مهردادیان سال ۱۳۱۳ در تهران، خیابان ری کوچه دردار زاده شد. وی در سال ۱۳۳۵ در تئاتر شروع به فعالیت نمود و از آنجا که هنر بازیگریش در صحنه‌های تئاتر در میان دیگر همکاران آنزمان بیش از دیگران ارزنده بود، خیلی زود با مهدی میثاقیه آشنا گردید، و در سال ۱۳۳۷ پا به دنیای سینما گذاشت. مهردادیان با اولین فیلم خود به نام عروس فراری فعالیت‌های او آنچنان اوج گرفت که تا سال ۱۳۵۳ در بیش از چهل و سه فیلم ایفای نقش کرد. هنرمندانی همچون خانم دلکش، محمدعلی فردین، سعید راد، ناصر ملک مطیعی و شهین با وی همبازی بوده‌اند. 
در سال ۱۳۵۳ مهردادیان تصمیم به تهیه فیلم مستقلی به نام «نا اهل» به کارگردانی نادر قانع گرفت که توسط اداره نمایش غیر قابل پخش تشخیص داده شد. این فیلم ضرر هنگفتی به مهردادیان وارد کرد و مشکلات مالی و قضایی زیادی برای او به همراه داشت. پس از شکست مالی ناشی از این فیلم مهردادیان برای همیشه از سینمای ایران کناره‌گیری کرد.
عباس مهردادیان در سال ۱۳۶۷ چشم از جهان فروبست.